# 嘉木样·格桑图旦旺秀
嘉木样·格桑图旦旺秀（藏語：སྐལ་བཟང་ཐུབ་བསྟན་དབང་ཕྱུག་，威利转写：skal bzang thub bstan dbang phyug，1856年—1916年2月23日），又译尕藏图旦旺徐，第四世嘉木样活佛，拉卜楞寺寺主，西康德格人。

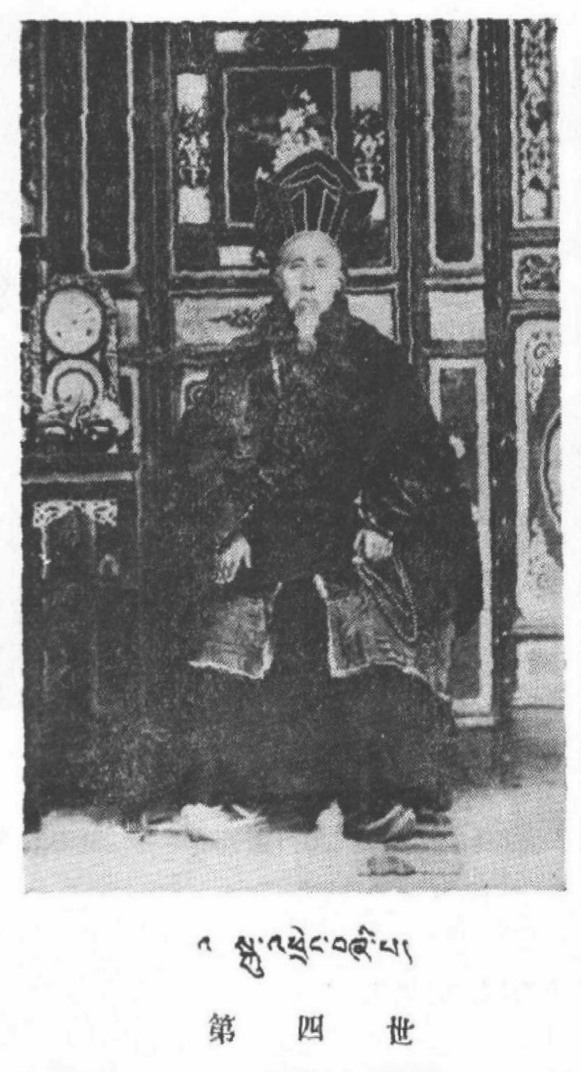
第四世嘉木樣

## 生平
1858年四世嘉木样经德哇仓活佛与霍尔藏仓活佛的寻找被认定为三世嘉木样的转世灵童。20岁时前往西藏学法，后进入哲蚌寺郭莽学院。在西藏居住四年后返回拉卜楞寺，于1879年创建喜金刚学院。1883年，出任拉卜楞寺总法台。1898年时赴北京并曾谒见了光绪帝。1900年，光绪帝赐其“广济禅师”册印。1902年起在西康各地传法。1909年再度赴藏，1911年返回。1914年，袁世凯大总统册封其为“广济静觉妙严禅师”。1916年圆寂。